# إبراهيم الباجوري
إبراهيم بن محمد بن أحمد الشافعي الباجوري
(1784م- 1860م) هو الشيخ التاسع عشر بين شيوخ الأزهر، وكان شيخا للمذهب الشافعي.

## مولده ونشأته
ولد في بلدة الباجور بمحافظة المنوفية في مصر في عام 1784 م (1198 هـ). تولى مشيخة الأزهر الشريف لمدة 12عام من (1847م/1263 هـ) إلى (1860م/1276 هـ).
نشأ فيها في حجر والده، وقرأ عليه القرآن الكريم وجوده، ثم قدم إلى الجامع الأزهر في عام 1212 هـ لأجل تحصيل الآداب والعلوم الشرعية، وسنه إذ ذاك أربع عشرة عامًا ومكث فيه حتى الاحتلال الفرنسي لمصر 1798م (1213 هـ)، فخرج وتوجه إلى الجيزة وأقام بها مدة وجيزة ثم عاد إليه عام 1801م (1216 هـ)، فأخذ في الاشتغال بالتعليم والتحصيل.

## شيوخه
من شيوخه: الشيخ عبد الله الشرقاوي والشيخ داود القلعاوي والشيخ محمد الفضالي والشيخ حسن القويسني. بلغ من العلم مبلغا حتى ارتقى لمنزلة شيخ الأزهر الشريف وقد حرص على إعلاء كرامة علماء الأزهر في مواجهة السلطة، وكان عباس باشا الأول والي مصر في عصر الشيخ يحضر دروسه، ولم يعبأ باعتراض رجال الحكم على قيامه بتعيين هيئة من العلماء تحل محله في القيام بأعمال المشيخة حين أنهكه المرض.

## تلاميذه
تخرج على يدي الشيخ الباجوري جمهرة من أعظم علماء الأزهر أمثال الشيخ رفاعة الطهطاوي الذي لازمه ودرس عليه تفسير الجلالين وشرح الأشموني.

## من مؤلفاته

شرح العلامة الباجوري على جوهرة التوحيد المسمى (تحفة المريد شرح جوهرة التوحيد).

حاشية الباجوري المسماة تحقيق المقام على كفاية العوام في علم الكلام.

ترك الشيخ الباجوري مؤلفات عديدة، من أهمها:
- حاشية تحفة المريد على متن جوهرة التوحيد للشيخ إبراهيم اللقاني سمّاها (تحفة المريد على جوهرة التوحيد).
- حاشية تحقيق المقام على كفاية العوام فيما يجب عليهم من علم الكلام للشيخ محمد الفضالي الأزهري.
- حاشية على شرح السعد التفتازاني للعقائد النسفية.
- حاشية على متن السنوسية.
- حاشية على المواهب اللدنية على الشمائل المحمدية.
- حاشية على شرح ابن قاسم لأبي شجاع في فقه مذهب الإمام الشافعي.
- حاشية على الفوائد الشنشورية في شرح المنظومة الرحبية.
- حاشية على متن السمرقندية في علم البيان.
- حاشية على متن السلم المنورق في المنطق.
- حاشية على قصيدة البردة للبوصيري.
- حاشية على قصيدة بانت سعاد لكعب بن زهير.
- إجازة أجاز بها الشيخ عبد المنعم بن محمد السيوطي المالكي.
- إجازة للشيخ أحمد بن محمد الجرجاوي.
- إجازة للشيخ حسنين أحمد جلبي الحنفي.
- إجازة للشيخ عبد السلام بن عبد الرحمن الدمشقي الحنبلي.
- إجازة أجاز بها علي بن عوض البرديسي الجرجاوي.
- رسالة موجزة في علم التوحيد.
- تعليق على الكشاف في تفسير القرآن.
- فتح الخبير اللطيف في علم الصرف.
- الدرر الحسان فيما يحصل به الإسلام والإيمان.
- شرح بداية المريد للشيخ السباعي.

## وفاته
نزل به مرض الحمى، ولازمه إلى أن استوفي عمره، توفى يوم الخميس 28 من ذي القعدة سنة 1276هـ ودفن بتربة المجاورين.

## وصلات خارجية
- العربية نت: المسيرة السياسية للأزهر

| قبلــه: أحمد عبد الجواد | شيخ الجامع الأزهر التاسع عشر (1263 هـ - 1277 هـ / 1847 - 1860م) | بعــده: مصطفى العروسي |